# Aluminium du Maroc
Aluminium du Maroc S.A. (arabisch ألومنيوم المغرب, DMG Alūminyūm al-Maġrib) ist ein marokkanisches Unternehmen mit Sitz in Tanger. Es ist tätig in der Entwicklung, Herstellung und Vermarktung von Zierleisten aus Aluminiumlegierungen und auf diesem Gebiet das größte Unternehmen in Marokko. Die Aktivitäten der Gruppe drehen sich hauptsächlich um zwei Produktfamilien:
- Zierleisten aus Aluminiumlegierungen: Standardprodukte (runde, quadratische oder rechteckige Falzrohre, Winkel, Flachprofile, U-Schienen usw.)
- Aluminium-Tür- und Fensterprodukte.

Die Aktien sind an der Bourse de Casablanca notiert und Teil des Moroccan All Shares Index (MASI).

## Geschichte
1976 wurde das Unternehmen durch Abdelaziz el Alami gegründet. 1977 begann der Bau der Fabrik im Industriegebiet Mghogha, Tanger. 1979 wurde die Anlage eingeweiht und die Produktion aufgenommen. 1982 wurde eine elektrolytische Färbeanlage installiert, 1985 Fertigprodukte nach Europa exportiert. 1986 geschah die Installation der ersten Pulverbeschichtungsanlage. 1987 verstarb der Gründer. Herr Abdelouahed el Alami wurde zum Vorstandsvorsitzenden ernannt. 1988 wurden Anteile an Structal erworben, 1993 folgte der Erwerb von Anteilen an Afric Industries und an Mansart, 1994 an Belpromo.
1998 erfolgte der Börsengang an der Bourse de Casablanca. 2003 wurde die Anlage auf 6000 m² erweitert und eine zweite Pulverbeschichtungsanlage installiert. 2004 wurden Anteile an Nafida Aluminium erworben, 2005 an der GEA Holding. Im selben Jahr wurde die Anlage auf 14.000 m² erweitert. 2010 folgte der Erwerb von Anteilen an Alucoil Maroc. Es wurden Vertriebsbüros in verschiedenen Städten Marokkos eröffnet. 2012 folgte der Anteilserwerb an Industube. 2014 wurde Alm Africa gegründet, 2015 die Tochtergesellschaft Alm Senegal. 2019 wurde die dritte Extrusionslinie innerhalb von Industube in Betrieb genommen.